# Solovăstru
Solovăstru [soloˈvəstru] (veraltet Solovătrul Gurghiului; deutsch Reußischdorf, ungarisch Görgényoroszfalu) ist eine Gemeinde im Kreis Mureș in der Region Siebenbürgen in Rumänien.
Der Ort Solovăstru ist auch unter der deutschen Bezeichnung Heuschdorf, Heussischdorf und Salzwasser, und der ungarischen Görgényoroszfalva und Nagyoroszfalu bekannt.

## Geographische Lage

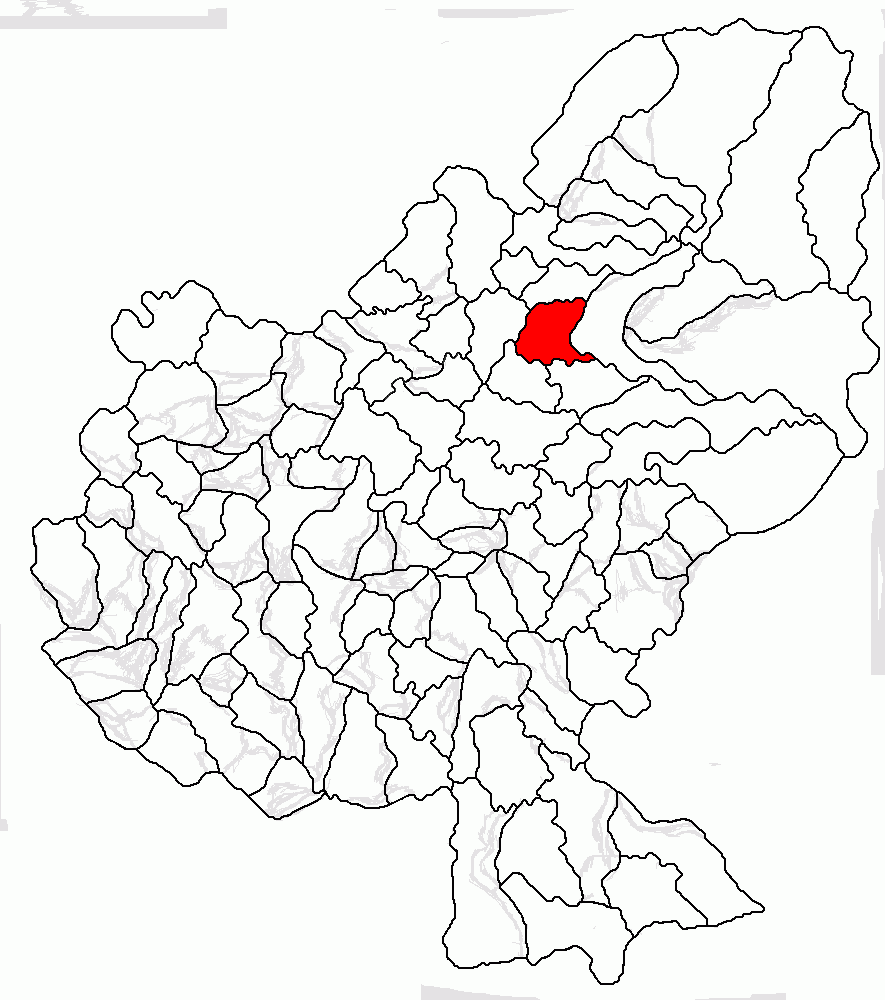
Lage der Gemeinde Solovăstru im Kreis Mureș

Die Gemeinde Solovăstru liegt östlich des Reener Ländchens (Ținutul Reghinului) im nördlichen Teil des Siebenbürgischen Beckens. Am linken Ufer des Gurghiu – ein linker Zufluss des Mureș (Mieresch) – und der Kreisstraße (Drum județean) DJ 154E befindet sich der Ort Solovăstru vier Kilometer östlich von der Stadt Reghin (Sächsisch-Regen) und etwa 40 Kilometer nordöstlich von der Kreishauptstadt Târgu Mureș (Neumarkt am Mieresch) entfernt. Das eingemeindete Dorf liegt auf der rechten Seite des Gurghiu etwa sechs Kilometer nordöstlich vom Gemeindezentrum entfernt.

## Geschichte
Der Ort Solovăstru wurde erstmals 1644 urkundlich erwähnt. Auf dem Areal des eingemeindeten Dorfes Jabenița (Salzau) ist bei Muntele Sărat (Salzberg) eine Erdumwallung mit einem Durchmesser von 250 Meter vermerkt, die aber noch keinem Zeitalter zugeordnet wurde. Von den ehemaligen Burgen bei Cetatea Slăninii (ungarisch Szalonnavár) und Cetatea Fetii (ungarisch Leányvár) sind keine Reste mehr zu sehen. Archäologische Funde auf dem Gebiet des Dorfes wurden in die Spätbronzezeit datiert. Wegen des Steinsalzvorkommens auf dem Gebiet der Gemeinde wurde hier schon in der Römerzeit Salz abgebaut.
Im Königreich Ungarn gehörte die heutige Gemeinde dem Stuhlbezirk Régen alsó (Unter-Regen) im Komitat Maros-Torda, anschließend dem historischen Kreis Mureș und ab 1950 dem heutigen Kreis Mureș an.
Bis etwa Anfang der 70er Jahre verlief auf dem Areal der Gemeinde entlang des Flusses Gurghiu eine Schmalspurbahn von Reghin über Hodac bis Lăpușna.

## Bevölkerung
Die Bevölkerung der Gemeinde Solovăstru entwickelte sich wie folgt:
| 1850 | 1.347 | 1.237 | 10 | -  | 100            |
| 1900 | 1.986 | 1.842 | 23 | 21 | 100            |
| 1977 | 3.063 | 2.770 | 11 | 2  | 280            |
| 2002 | 2.847 | 2.686 | 16 | 1  | 144            |
| 2011 | 2.888 | 2.456 | 18 | 2  | 412            |
| 2021 | 3.205 | 2.765 | 56 | 2  | 382 (263 Roma) |

Seit 1850 wurde auf dem Gebiet der heutigen Gemeinde die höchste Einwohnerzahl 1977 registriert. Die höchste Einwohnerzahl der Rumänen (2.931) wurde 1966 die der Magyaren (31) 1941, der Roma (306) 2011 und die der Rumäniendeutschen 1900 ermittelt. Des Weiteren wurden vereinzelt Serben und Ukrainer registriert.

## Sehenswürdigkeiten
- Auf dem Areal des eingemeindeten Dorfes Jabenița ein Salzbad, welches seit etwa 2016 keinen Betreiber hat und dem Zerfall überlassen ist.[8]
- In einigen Haushalten sind Salzbrunnen vorhanden, deren Wasser mit Süßwasser gemischt bei Essenzubereitungen verwendet wird.[9] Zwei solcher Brunnen in Jabenița sind in den Bildern 3 und 4 einer Darstellung zu Salzbrunnen im Osten Siebenbürgens, zu sehen.[10]

## Persönlichkeiten
- Virginia Zeani (1925–2023), Opernsängerin